# 杨按扎儿不花
杨按扎儿不花，元朝官员，唐兀（党项）人。
元仁宗延祐年间，担任行御史台监察御史，弹劾丞相铁木迭儿的罪恶，没有结果。入朝为中台监察御史，又弹劾铁木迭儿。官至户部尚书、治书侍御史，出任为江西等处行中书省右丞。元顺帝至元初年，召为同知宣政院事使，之后去世。